# 江坂元穂
江坂 元穂（えさか もとお、1935年3月7日 -  ）は、日本の経営者。大和証券社長を務めた。

## 来歴・人物
東京都出身。1959年に東京大学農学部を卒業し、同年に。1984年12月に取締役に就任し、常務、専務を経て、1991年6月に副社長に就任し、1992年4月に社長に就任。1997年に総会屋への利益供与事件により、責任を取る形で辞任し、顧問に退いた。